# 克劳迪娅·诺亚克
克劳迪娅·诺亚克（德語：Claudia Noack，1961年9月27日—），德国女子赛艇运动员。她曾代表东德参加世界赛艇锦标赛，获得一枚金牌和一枚铜牌，其中金牌来自于女子四人单桨有舵手项目，铜牌则来自于女子八人单桨有舵手项目。